# Мерезень
Мерезе́нь (рос. Мерезень, чув. Мереçен) — селище у складі Ібресинського району Чувашії, Росія. Входить до складу Климовського сільського поселення.
Населення — 47 осіб (2010; 42 у 2002).
Національний склад:
- чуваші — 100 %